# Томпсон, Дон
Дональд Джеймс Томпсон (англ. Donald James Thompson; 20 января 1933, Лондон — 4 октября 2006, Фримли, Юго-Восточная Англия) — британский легкоатлет (спортивная ходьба), призёр чемпионата Европы, чемпион летних Олимпийских игр 1960 года в Риме, участник трёх Олимпиад, член Ордена Британской империи.

## Биография
Томпсон занялся спортивной ходьбой в 1951 году. В 1955 году он впервые стал победителем соревнований по маршруту Лондон — Брайтон. Всего же он одержал восемь побед на этой дистанции.
На летних Олимпийских играх 1956 года в Мельбурне Томпсон выступал в соревнованиях по ходьбе на 50 км, но не дошёл до финиша.
Для подготовки к жаркому и влажному климату, характерному для Рима, где должны были пройти Олимпийские игры 1960 года, Томпсон имитировал эти условия с помощью обогревателя и парового котла за плотно закрытыми дверями своей ванной комнаты, в которой готовился к соревнованиям. Его подход оказался правильным — он стал олимпийским чемпионом в ходьбе на 50 км с результатом 4-25:30,0 с, опередив серебряного призёра шведа Йона Юнгрена (4-25:47,0 с) и занявшего третье место итальянца Абдона Памича (4-27:55,4 с).
На последней для себя летней Олимпиаде 1964 года в Токио Томпсон занял 10-е место в ходьбе на 50 км с результатом 4-22:39,4 с.